# Turbina hidráulica
Turbina Pelton
As turbinas hidráulicas são turbinas projetadas especificamente para transformar a energia hidráulica (a energia de pressão e a energia cinética) de um fluxo de água em energia mecânica na forma de torque e velocidade de rotação.
As primeiras turbinas hidráulicas de que se tem notícia foram construídas na colônia romana de Chemtou, na atual Tunísia, no século III ou IV d.C, para acionar moinhos. As primeiras turbinas modernas foram desenvolvidas na França e Inglaterra, no século XVIII, para substituir as rodas de pás como fonte de energia mecânica para fábricas.  Nessa aplicação, as turbinas acionavam diretamente as máquinas de fábricas próximas, através de longos eixos ou correias.  Desde o final do século XIX elas são usadas quase que exclusivamente para acionar geradores elétricos — quer isoladamente, em fazendas e outros locais isolados, quer agrupadas em usinas ou centrais hidrelétricas.

## Princípios
Em toda turbina a água entra vindo de um reservatório ou canal de nível mais elevado (e portanto com maior energia) e escapa para um canal de nível mais baixo (e portanto com menor energia). A água de entrada é levada através de um duto fechado até um conjunto de lâminas curvas (palhetas), bocais ou injectores que transferem a energia da água para um rotor. Consequentemente, a pressão e/ou a velocidade da água na saída são menores do que na entrada. A água que sai da turbina é conduzida por um duto, o tubo de sucção, até o reservatório ou canal inferior.
Algumas palhetas são estáticas, outras são fixas no rotor; ambas podem ser ajustáveis para controlar o fluxo e a potência gerada ou, para geração de energia elétrica, a velocidade de rotação. O rotor é suportado axialmente por mancais de escora e contra-escora, e radialmente por mancais de guia. O tubo de sucção geralmente tem diâmetro final maior que o inicial para reduzir a velocidade da água antes de despejá-la no canal inferior.
A potência P que uma turbina pode extrair do fluxo de água será proporcional ao produto da vazão volumétrica (Q) e da queda d'água disponível (H), segundo a fórmula P = ρQHgη; onde ρ é a densidade da água, g é a aceleração da gravidade, e η é a eficiência da turbina, a fração (entre 0 e 1) da energia potencial e cinética da água que é convertida em trabalho mecânico de rotação do eixo ao passar pela turbina. As principais causas da baixa eficiência nas turbinas são as perdas hidráulicas (a energia cinética da água na saída da turbina) e as perdas mecânicas (atrito nos mancais, que converte parte da energia extraída da água em calor). A eficiência típica de uma turbina moderna varia entre 85% e 95%, dependendo da vazão de água e da queda. Para maximizar a eficiência, grandes turbinas hidráulicas são em geral projetadas especificamente para as condições de queda e vazão onde serão instaladas.

## Tipos
Os principais tipos de turbinas hidráulicas são:
| Escoamento no rotor  | Escoamento no rotor                   | Designação corrente                                              |
| de acção ou impulsão | de acção ou impulsão                  | turbina Pelton e turbina Michell-Banki-Ossberger                 |
| de reacção           | helico-centrípeta (ou radiais-axiais) | turbina Francis                                                  |
| de reacção           | mista (ou diagonal)                   | Turbina Mista e Turbina Dériaz                                   |
| de reacção           | axial                                 | Turbina Hélice, Turbina Kaplan, Turbina bolbo e Turbinas Straflo |

Cada um destes tipos tem suas vantagens para certas combinações de altura de queda e vazão. As turbinas podem também  ser montadas com o eixo no sentido vertical ou horizontal.

### Pelton
Nas turbinas Pelton não há palhetas estáticas e sim um conjunto de bocais ou injectores, cada qual com uma agulha móvel (semelhante a uma válvula) para controlar a vazão. Nessas turbinas, a pressão da água é primeiro transformada em energia cinética pelo bocal, que acelera a água até uma alta velocidade.  O jato d'água é dirigido para uma série de conchas curvas montadas em torno do rotor.
Turbinas Pelton trabalham com velocidades de rotação mais altas que os outros tipos. Elas são adequadas para operar entre quedas de 350 m até 1 100 m, sendo por isto muito mais comuns em países montanhosos. Por outro lado as conchas podem sofrer erosão pelo efeito abrasivo da areia misturada com a água, comum em rios de montanhas. Elas tem eficiência constante dentro de uma ampla gama de condições de operação.
A Usina Hidrelétrica Parigot de Souza, no Paraná, tem 4 turbinas tipo Pelton de 65 MW, com queda bruta normal de 754 m.
|          |                      |
| Desenho. | Turbina Pelton real. |

### Francis
As turbinas Francis possuem um rotor na forma de um cilindro vazado com a parede lateral formada por palhetas curvas. A água de entrada é dirigida por um tubo em espiral e um sistema de palhetas estáticas que a forçam a atravessar radialmente a parede do rotor, empurrando as palhetas deste. A água sai pela base do rotor praticamente com pressão e velocidade muito reduzidas.
Possui pré-distribuidor e distribuidor. O pré-distribuidor é um conjunto de pás fixas, responsável por dar um ângulo de entrada para a água, aumentando o rendimento. O distribuidor é um conjunto de pás móveis, responsável pelo controle da quantidade de água que entra no rotor, assim variando a potência gerada.
Turbinas Francis são adequadas para operar entre quedas de 40 m até 400 m. A Usina hidrelétrica de Itaipu assim como a Usina hidrelétrica de Tucuruí, Furnas e outras no Brasil funcionam com turbinas tipo Francis com cerca de 100 m de queda d'água.
|                                |                                   |                                                               |
| Partes de uma turbina Francis. | Turbina Francis de 100 hp (azul). | Turbina Francis, do tipo de fluxo radial de fora para dentro. |

### Kaplan
A única diferença entre as turbinas Kaplan e Francis é o rotor, que se assemelha a um hélice propulsora de navio. O ângulo de inclinação das pás é controlado por pistões hidráulicos, normalmente em conjunto com as palhetas de distribuição.
Turbinas Kaplan são adequadas para operar em quedas até 60 m. Elas apresentam eficiência constante em ampla faixa de operação. A Usina Hidrelétrica de Três Marias utiliza turbina Kaplan.
|                  |                    |        |
| Partes de uma... | ...turbina Kaplan. | Rotor. |

#### Bulbo
A turbina bulbo (ou bolbo) é uma turbina Kaplan conectada diretamente pelo eixo a um gerador, que é envolto por uma cápsula hermética. O conjunto fica imerso no fluxo d'água.
Turbinas bulbo são geralmente usadas em quedas abaixo de 20 m. A maior unidade desse tipo, com um rotor de 6,70 m de diâmetro e 65,8 MW de potência, está instalada na usina de Tadami, Japão, com uma queda de 19,8 m.  Deverá ser ultrapassada pelas turbinas das usinas hidrelétricas de Santo Antônio e Jirau, com 73 MW e 75 MW, respectivamente.
|          |              |               |
| Esquema. | Componentes. | Turbina real. |